# Marcello Donati
Marcello Donati, latinisiert Marcellus Donatus, Graf von Ponzano, (* 1538 in Mantua; † 8. Juni 1602 ebenda) war ein italienischer Humanist, Politiker und Mediziner.

## Leben
Donati, dessen Vater Silberschmied und dessen Mutter eine Tochter des bekannten Mediziners Pietro Pomponazzi war, studierte in Padua und erhielt 1560 seinen Doktor in Medizin und Philosophie. Er war danach als Arzt (ab 1560 im medizinischen Kollegium) und Humanist in Mantua und 1576 und 1599 Rektor der Accademia degli Invaghiti, der er seit 1567 angehörte. Donati war für seine großen botanischen Kenntnisse bekannt, besonders was Heilpflanzen betraf. Er ist Autor der De medica historia mirabili libri sex (Mantua 1586), einer medizinischen Fallsammlung und Sammlung anatomischer Beobachtungen, von ihm selbst und aus der Literatur. Darin war er ein Vorläufer späterer solcher Fallsammlungen, besonders von Giovanni Battista Morgagni im 18. Jahrhundert. Er beschrieb darin als Erster den anatomischen Befund des Magengeschwürs und das Quincke-Ödem.
Er genoss großes Ansehen am Hof in Mantua, auch in politischen Fragen, und war der bekannteste Arzt in Mantua im 16. Jahrhundert, von dem 1788 eine Biografie von L. F. Castellani erschien. Er hatte eine umfassende klassische Bildung (er beherrschte außer Griechisch und Latein auch Spanisch und Französisch) und wurde nicht zuletzt aus diesem Grund Tutor von Vincenzo Gonzaga und ab 1577 dessen Sekretär. 1587 wurde er Graf, und als Vincenzo Gonzaga im selben Jahr die Regierung übernahm, Staatssekretär (Consigliere di Stato). 1589 machte ihn der Großherzog der Toskana zum Ritter von San Stefano. Er baute eine umfangreiche Kunstsammlung auf. Einen Großteil hinterließ er der Herzogsfamilie von Mantua. Seine umfangreiche Bibliothek ging an seinen Neffen, der Arzt in Correggio war.
1569 heiratete er die 30 Jahre ältere Cecilia Laziosi,  die Witwe des Hofarztes Giovan Maria Facini beim Herzog von Mantua, eine Stelle, die bald darauf Donati bekam.

## Schriften
- De variolis et morbillis tractatus. Mantua 1569 (anlässlich einer Pockenepidemie in Mantua).
- De radice purgante quam Mechiocan vocant. Anhang zu De variolis […]. 1569.
- De medica historia mirabili. Mantua 1586; Neudruck, hrsg. von Gregor Horst, Frankfurt am Main 1613.